# Loboglossa variipennis
Loboglossa variipennis es una especie de coleóptero de la familia Mycteridae.

## Distribución geográfica
Habita en Chile.